# Immunförsvar

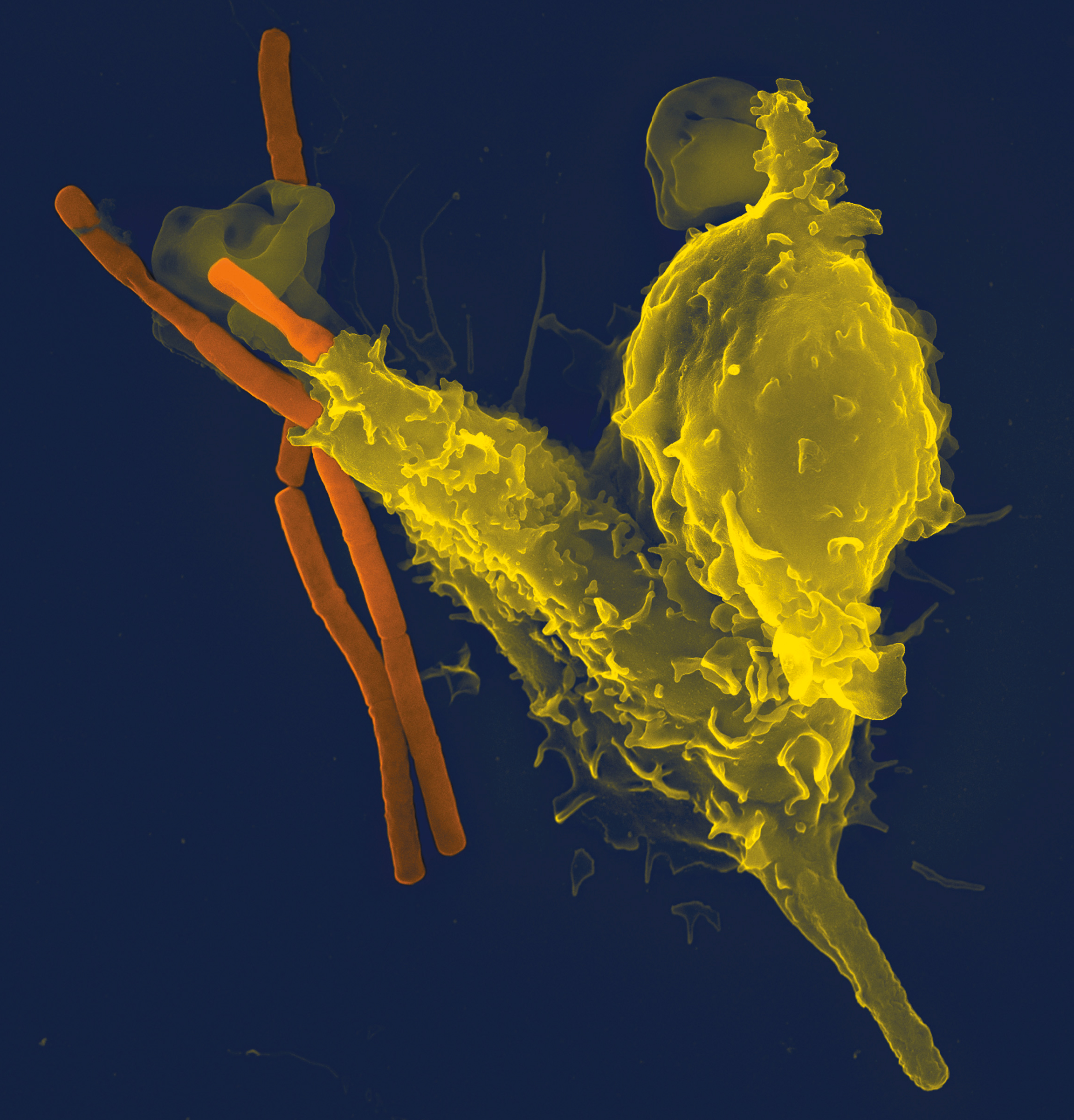
Neutrofil granulocyt (gulfärgad) slukar mjältbrandsbakterier.

Immunförsvar även kallat immunsystem eller infektionsförsvar, är ett organsystem hos en organism vars uppgift är att skydda den från främmande organismer. Hot som bekämpas av immunförsvaret inkluderar olika patogena mikroorganismer, som bakterier, virus, svampar eller protozoer, men även tumörceller. Immunförsvarets faktiska uppbyggnad och funktion varierar mellan olika organismer.  En art kan även ha flera olika immunförsvar samtidigt.
Många organismer inklusive människa har ett tudelat immunsystem. Den ena delen är det ospecifika immunförsvaret som verkar generellt mot en stor variation av stimuli. Den andra är det specifika immunförsvaret som reagerar med en riktad respons mot organismer som det har lärt sig att känna igen. Båda systemen använder sig av en varierad uppsättning av immunceller och molekyler för att utföra sina respektive funktioner.
Immunförsvaret kan utöver sin faktiska funktion reagera dysfunktionellt på olika sätt. Detta kan leda till autoimmuna sjukdomar där kroppen bildar antikroppar mot kroppsegna strukturer. Vanliga autoimmuna sjukdomar inkluderar Hashimotos sjukdom, reumatoid artrit och typ 1-diabetes. Det kan även reagera dysfunktionellt utan att man kan identifiera något specifikt antigen, inom ramen för inflammatoriska sjukdomar till exempel inflammatorisk tarmsjukdom. Förutom överaktivitet kan immunförsvaret vara nedsatt vid medfödd immunbrist eller förvärvad immunbrist som vid HIV/AIDS med ökad risk för infektioner och cancerutveckling som följd.
Det vetenskapliga området som studerar immunförsvaret kallas immunologi.

## Nativa försvaret
Det nativa immunförsvaret kallas också medfött immunförsvar därför att människan föds med det och det inte har förmågan att anpassa sig till antigen så som det adaptiva immunförsvaret kan. Men ändå är det medfödda immunförsvaret kroppens första försvarslinje och bekämpar en infektion direkt då det inte behöver samma starttid som det adaptiva.
Människokroppens nativa immunsystem utgörs av makrofager, granulocyter, endotelceller och en rad andra celltyper. Makrofager är den viktigaste celltypen och har förmåga att dels fagocytera det främmande smittoämnet, men även utsöndra cytokiner, vilket rekryterar ytterligare celler till det infekterade området.
Makrofagernas förmåga att direkt bekämpa infektioner beror på att de i sitt cellmembran har proteiner som känner igen vanliga strukturer. Den bäst beskrivna receptorfamiljen kallas "Toll-like receptors" (TLR) och hos människor och möss finns 10 kända receptorer som var och en känner igen strukturer som ofta återkommer på bakterier eller ämnen som inte hör hemma fritt i kroppen.
Ibland räknas även passiva försvarsmekanismer till det ospecifika immunförsvaret. Till sådana barriärer räknas huden, som är en mycket ogästvänlig miljö för främmande bakterier. Men även saltsyran i magsäcken samt slemhinnor och luftvägarnas cilier är ogästvänliga platser för mikroorganismer.

## Specifikt (adaptivt) försvar
Detta försvar i människokroppen sköts av B- och T-lymfocyterna. Dessa är vita blodkroppar som har specialfunktioner för att kunna bemöta angrepp av virus på ett effektivt sätt. Ett fullgjort svar från det specifika immunsystemet kan dock ta uppemot en hel vecka att byggas upp, för att sedan effektivt eliminera virusinfektionen.
Processen går till på det viset att lymfocyter i cirkulationssystemet och lymfknutor exponeras för främmande antigen via så kallade antigenpresenterande celler (dendritceller, makrofager eller B-celler). Den B-cell som exponeras för antigenet och har specificitet för det genomgår klonal expansion, det vill säga celldelning. Inom loppet av dygn finns en mängd lymfocyter som alla har förmåga att binda och producera antikroppar mot det främmande antigenet.
Antikroppar fyller flera funktioner; eftersom antikroppen binder till patogenets yta immobiliseras smittoämnet eftersom dess receptorer blockeras från att binda sina ligander. Dels har antikroppar mer än en bindningsyta, vilket förmår denna struktur att bilda komplex med flera antigen. Antikroppen kan även fungera som aktivator åt komplementsystemet samt andra lymfocyter och mördarceller, vilket i sin tur leder till ett ännu kraftigare immunsvar.

### B-lymfocyter
B-lymfocyter eller B-celler upptäcktes först i fåglars inre organ. Det latinska namnet är bursa fabricii. B-lymfocyter differentierar till de antikroppsproducerande plasmacellerna. Dessa mognar i benmärgen. Olika typer av B-celler existerar, bland annat B-minnesceller vilka är involverade i immunitet. Varje plasmacell producerar endast antikroppar av en enda typ och utseende, men eftersom miljontals B-lymfocyter existerar i cirkulationen finns en bred specificitet mot olika antigen.
Det finns 5 så kallade huvudklasser av antikroppar (eller immunoglobulin). Huvudklasserna är IgM, IgG, IgA, IgD och IgE.

### T-lymfocyter
Dessa mognar bakom bröstbenet i organet brässen (thymus, därav namnet T-cell). Det finns tre sorter av T-lymfocyter: 
- T-hjälparcell. Dessa lockar till sig ätarcellerna efter att ha identifierat antigenet.
- Mördar-T-cell (kallas även cytotoxiska T-celler). När de är aktiverade dödar dessa celler som är infekterade av virus eller intracellulära parasiter genom att aktivera apoptos i målcellen eller döda den med toxiska ämnen.
- Minnes-T-cell. Dessa minns antigenen och kan på detta sätt öka immunförsvarets effektivitet. De kan också direkt avsöndra lockmedel för att locka till sig ätarcellerna.

## Översiktlig jämförelse av det specifika och det medfödda immunförsvaret
Det medfödda och det adaptiva immunförsvaret har utvecklats tillsammans och har olika roller i människans immunförsvar utifrån dess olika egenskaper.
| Egenskaper                                    | Specifika immunförsvaret                                                   | Medfödda immunförsvaret                                         |
| --------------------------------------------- | -------------------------------------------------------------------------- | --------------------------------------------------------------- |
| Snabbhet                                      | Långsamt, kräver dagar för att reagera (vid en förstagångsinfektion)       | Snabbt – svarar i vissa fall inom minuter                       |
| Minne                                         | Har långt minne som ger starkare immunsvar vid återkommande infektion      | Inget immunologiskt minne                                       |
| Specificitet                                  | Hög specificitet som kan skilja på små molekylära förändringar hos antigen | Specificitet för molekylmönster associerade med patogener       |
| Variation                                     | Stor variation där nya receptorer bildas mot specifika nya antigen         | Begränsat antal receptorsorter                                  |
| Förmåga att skilja på patogen och egen vävnad | Hög men inte perfekt vilket kan leda till autoimmuna sjukdomar             | Perfekt, reagerar endast på strukturer specifika för mikrober   |
| Celltyper                                     | T-celler och B-celler                                                      | Monocyter, makrofager, neutrofiler, NK-celler och dendritceller |